# 白豹镇
白豹镇，是中华人民共和国陕西省延安市吴起县下辖的一个乡镇级行政单位。

## 行政区划
白豹镇下辖以下地区：
白豹村、王沟门村、郭克郎村、小涧村、佛店洼村、李桥村、阎岔村、吴河村、老庄沟村、庙台村、瓦社村、齐石湾村、许岔村、沟门村、楼坊坪村、王湾村、新庄科村、土佛寺村、韩台村、背庄村、王砭村和杨园子村。